# ليبرومين

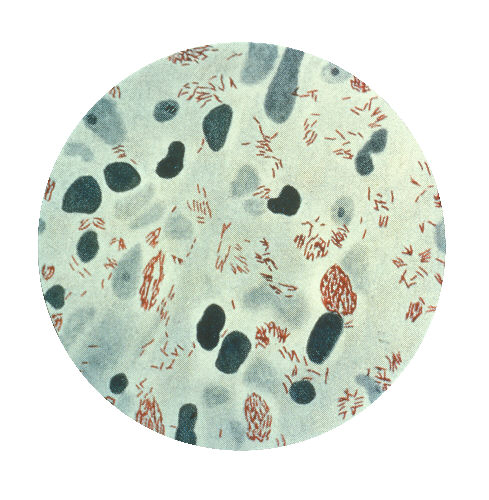

اختبار الليبرومين الجلدي هو اختبار يجرى لتحديد نوع الجذام الذي يعاني منه الشخص. وهو يتضمن حقن مستخلص مُعَيَّّر من عصية الجذام (عصية هانسن أو الفطرية الجذامية) الخاملة تحت الجلد.

## روابط خارجية
- Lepromin في المكتبة الوطنية الأمريكية للطب نظام فهرسة المواضيع الطبية (MeSH).